# Gestão de stocks
A gestão de estoques,(pt-BR) ou gestão de stocks(pt-PT?), é uma área da administração das empresas, cujo seu desempenho reflete imediatamente nos resultados comerciais e financeiros da empresa, (Francischini et al., 2002) cujo objectivo de gestão envolve três decisões principais:
- quanto encomendar,
- quando encomendar;
- quantidade de stock de segurança que se deve manter para que cada artigo assegure um nível de serviço satisfatório para o cliente.

O indicador económico stock out, mede quantas vezes ou quantos dias um dado produto em stock, atinge o saldo zero.
Estas decisões assumem uma dinâmica repetitiva ao longo do tempo, e tornam-se complexas devido ao enorme leque de factores envolvidos na tomada das mesmas. Para resolver este problema utiliza procedimentos  matemáticos e estatísticos entre eles:
- Classificação dos itens estocados, em destaque a classificação ABC (Análise de Pareto) (Francischini et al., 2002, p. 97-102).
- Estimativas de demandas, classificadas em dependente e independente.
- Estimativas de parâmetros como Stock Máximo, Stock De Segurança (Francischini et al., 2002, p. 152-157), Ponto De Encomenda (Francischini et al., 2002, p. 159).

Todas as organizações, seja qual for o sector de actividade em que operem, partilham a seguinte dificuldade: como efectuar a manutenção e controle do stock. Este problema não reside apenas nas empresas mas também em instituições grossistas e retalhistas, escolas, igrejas, prisões e em todo o tipo de estabelecimentos comerciais. Apesar deste problema existir desde sempre, apenas no século XX se começaram a estudar e a desenvolver técnicas para tratar esta questão, que se tornou mais relevante depois da Segunda Guerra Mundial, onde a incerteza era constante e que levou a que se dessem, de uma forma mais ou menos secreta, os primeiros passos na gestão de stocks. Se na teria a gestão de stocks é a área das operações organizacionais mais desenvolvida, a prática mostra precisamente o contrário.

Fazer com que um produto em stock esteja constantemente pronto a dar resposta a uma encomenda de um cliente será uma boa definição para gestão de stocks. A sua boa gestão passa por satisfazer a exigência, satisfazendo também a componente económica.

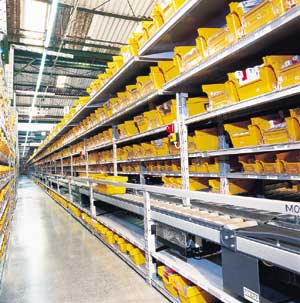
Artigos em stock

## Classificação destocks
Classes preconizadas por Plossl:
- Matéria-prima - são diversos tipos de materiais usados no processo de fabrico e que servirão para a obtenção do produto final;
- Componentes - subconjuntos que irão constituir o conjunto final do produto;
- Produtos em via de fabrico - componentes ou materiais que estão em espera no processo produtivo;
- Produtos acabados - são os produtos finais que se encontram para venda, para distribuição ou armazenagem.

Baseado na sua utilidade, os stocks podem ainda ser colocados numa destas categorias.
- Stock em lotes - constitui o stock adquirido no sentido de antecipar as exigências, nesse sentido, é feita uma encomenda em lotes numa quantidade maior do que o necessário;
- Stock de segurança - é o stock destinado a fazer face a incertezas tanto do ponto de vista do fornecimento como das vendas;
- Stock sazonal - trata-se do stock constituído para afrontar picos de procura sazonais, ou rupturas na capacidade produtiva.
- Stock em trânsito - são artigos armazenados com vista a entrarem no processo produtivo;
- Stock de desacoplamento - trata-se do stock acumulado entre actividade da produção ou em fases dependentes.

É ainda referido por Silver et al. outra categoria:
- Stock parado ou congestionado - este é designado desta forma visto os artigos terem uma produção limitada, entrando por isso numa espécie de competição. Visto os diferentes artigos partilharem o mesmo equipamento de produção e os tempos de instalação, os produtos tendem a acumular enquanto esperam que o equipamento fique disponível.

## Decisões administrativas

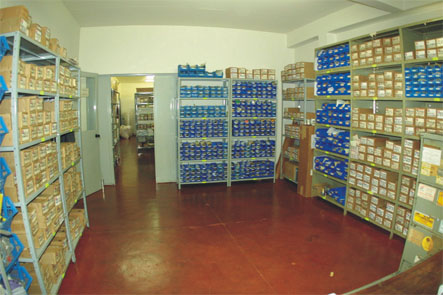
Artigos em stock 2

Classificação de algumas decisões a tomar na gestão de stocks, por categorias e sub-categorias:[carece de fontes?]
- Periodicidade

1. Encomenda única
2. Mais de uma encomenda

- Origem

1. Exterior ao fornecedor
2. Do fornecedor

- Procura

1. Procura constante
2. Procura variável
3. Procura independente
4. Procura dependente

- Lead time ou tempo de aprovisionamento

1. Lead time constante
2. Lead time variável

- Sistemas de gestão de stocks

1. Revisão contínua
2. Revisão periódica
3. MRP
4. DRP
5. Quantidade óptima de encomenda

## Custos da gestão

### Custos de aprovisionamento
Corresponde ao custo de processamento da encomenda, que poderá ser a compra feita a um fornecedor, mas também aos custos associados à inspecção e transferência do material, assim como os custos relativos à produção.

### Custos de posse
São os custos directamente relacionados com a manutenção dos artigos em stock, poderão ser de obsolescência, de deterioração, impostos, seguros, custo do armazém e sua manutenção e custos do capital.

### Custos de ruptura
Estes custos surgem quando não há material disponível para fazer face ao(s) pedido(s) do(s) cliente(s). Com isso, não só são gastas mais horas e trabalho na elaboração de novos pedidos, como em casos extremos poderá levar à perda do(s) cliente(s) .
Embora estes sejam considerados os três principais custos associados à gestão de stocks, Plossl, refere ainda um quarto grupo, designado por custo associado à capacidade, que são os custos relacionados com questões laborais como horas extraordinárias, subcontratações, despedimentos, formações e períodos de inactividade por parte do trabalhador.

## Modelos determinísticos de sistemas

### De procura independente
Um dos factores principais que levam as organizações a constituir stock é a possibilidade dessa mesma organização poder adquirir ou produzir artigos em lotes de quantidade económica. As organizações que usam lotes de quantidade económica, fazem-no sentido de manter um stock de artigos mais ou menos regular, artigos esses, que têm uma procura constante e independente. Os lotes de quantidade económica são estabelecidos por estes modelos determinísticos para artigos com procura independente, sejam eles produzidos ou adquiridos. Para determinar a melhor política no que toca à gestão de stocks, é necessária informação sobre previsões da procura, custos associados à gestão de stocks e tempo de aprovisionamento. Nos modelos determinísticos, as variáveis e todos os parâmetros são conhecidos ou podem ser calculados. A taxa de procura e os custos são também conhecidos com elevado grau de certeza e pressupõe-se que o tempo de reaprovisionamento é constante e independente da procura.

#### Sistemas de quantidade fixa de encomenda
As respostas às questões quando e quanto encomendar, dependem da natureza da procura e dos parâmetros usados para caracterizar o sistema. Neste caso, é assumido que a procura é conhecida e constante, o que significa que o número de artigos a encomendar e o tempo entre o processamento de encomendas não sofrem também eles variação. Os artigos são sujeitos a uma revisão contínua e quando o ponto de encomenda atinge um determinado nível, é feito o pedido de uma nova encomenda com um número fixo de artigos.

##### Quantidade económica de encomenda (EOQ)
A quantidade a encomendar que minimiza o custo total é designada por quantidade económica de encomenda. O nível máximo de stock Q é atingido no momento em que se verifica a recepção de encomenda e o nível mínimo no momento imediatamente anterior à sua recepção. Quando o nível de stock atinge o ponto de encomenda s, uma nova encomenda de Q unidades é colocada. A política de gestão a adoptar é portanto a minimização do custo total anual (CT) (UM/ano) que é dado por:
{\displaystyle CT=D*C+{\frac {C_{a}*D}{Q}}+{\frac {Ic*Q}{2}}} onde:
- Q = quantidade a encomendar (unidades)
- c = custo unitário (UM/unidade)
- D = procura anual do artigo (unidades/ano)
- Ic = custo de posse unitário anual por unidade (UM/unidade ano)
- Ca = custo associado à realização de uma encomenda (UM)
- L = prazo de aprovisionamento

e o ponto de encomenda s traduz-se da seguinte forma:  {\displaystyle s=D*L} .
Nota: as variáveis foram adaptadas ao português no sentido de facilitar a compreensão.

##### Descontos de quantidade
É um processo recorrente por parte dos fornecedores, aplicar descontos nos artigos de uma encomenda no sentido de incentivar os compradores a encomendar em grandes quantidades. Sendo verdade que o comprador beneficia ao ver reduzido o preço unitário, por outro lado ao encomendar em grandes quantidades aumenta o custo de posse, visto aumentar o seu nível de stock. O objectivo consiste em identificar a quantidade ideal que minimize o custo total. São normalmente destacados dois tipos de descontos de quantidade, o desconto em todas as unidades, que resulta na redução do preço unitário na compra de grandes quantidades e o desconto incremental que aplica a redução de preço apenas se a encomenda de alguns artigos atingir uma quantidade previamente estabelecida, ou seja podem existir vários preços dentro do mesmo lote encomendado.

#### Sistemas de produção em lotes
Neste sistema, a constituição dos artigos em stock faz-se em lotes, onde os produtos 'competem' pela capacidade de produção enquanto componentes individuais ou da mesma família de produtos, sendo muitas vezes produzidos com o mesmo equipamento. O planejamento da produção por lotes envolve a determinação do número ideal de artigos que deverão fazer parte de cada produção, esperando com isso minimizar o custo total anual.

##### Quantidade económica de produção (EPQ)
Este modelo pressupõe que quantidade encomendada de um determinado artigo é recebida num determinado tempo previamente estabelecido, para satisfazer as necessidades daquele período. Este conceito é aplicável quer o produto seja produzido internamente ou adquirido externamente. Este modelo torna-se importante na medida em que, se um artigo produzido com procura constante é de imediato constituído em stock, é fundamental que a quantidade de produção a encomendar seja desde logo determinada.

#### Sistemas periódicos de encomenda
São sistemas em que as encomendas são colocadas de T em T períodos de tempo previamente determinados e onde a quantidade a encomendar depende da procura (conhecida) entre revisões. De T em T períodos de tempo faz-se uma revisão do stock e encomenda-se a quantidade necessária para elevar o nível de stock ao nível máximo pretendido.

##### Intervalo óptimo de encomenda (EOI)
Este modelo também designado por valor óptimo de T tem como objectivo principal determinar T e o respectivo valor máximo de stock associado. Este valor óptimo de T obtém-se com a minimização do custo total anual, para um só artigo, e é dado por:
{\displaystyle T={\sqrt {\frac {2*C_{a}}{Ic*D}}}} onde:
- T = valor óptimo de tempo entre o qual se encomenda
- c = custo unitário (UM/unidade)
- D = procura anual do artigo (unidades/ano)
- Ic = custo de posse unitário anual por unidade (UM/unidade ano)
- I = taxa de custo de posse
- Ca = custo associado à realização de uma encomenda (UM)
- L = prazo de aprovisionamento
- S = ponto de encomenda {\displaystyle s=D*(L+T)}.

Resta referir que o modelo do intervalo óptimo de encomenda possui duas aplicações, para um só artigo, visto anteriormente, e para múltiplos artigos, também designado por grupagem, onde o T é calculado da seguinte forma:
{\displaystyle T={\sqrt {\frac {2*(C_{a}+n*c)}{I*\sum _{i=1}^{n}\ c_{j}*D_{j}}}}}
e S = ponto de encomenda {\displaystyle s_{j}=D_{j}*(L+T)}.
Nota: as variáveis foram adaptadas ao português no sentido de facilitar a compreensão.

### De procura discreta ou variável
A procura discreta pode ocorrer na procura dependente ou independente dos artigos. Quando a taxa de procura varia com o tempo não de pode assumir, tal como se fez anteriormente, que a melhor política para a gestão de stocks é encomendar sempre a mesma quantidade. A realização de uma análise exacta transporta uma maior complexidade visto que a representação do nível de stock ao longo do tempo, mesmo com uma encomenda de quantidade fixa, não apresenta a simplicidade dos modelos anteriores. A informação sobre a procura ocupa agora um papel fundamental na determinação da quantidade óptima a encomendar num determinado período de tempo. Período de tempo este que é designado por horizonte de planeamento e a sua duração poderá ter um efeito nas quantidades a encomendar e nos respectivos custos. Um horizonte de planeamento reduzido poderá permitir uma maior precisão dos dados em análise.
As políticas de encomenda destes modelos têm em conta variadíssimos aspectos, aqui sintetizados:
- A procura, conhecida, ocorre no início de cada período mas poderá mudar de um período para outro;
- O horizonte de planeamento tem uma duração finita e é composto por intervalos de tempo de duração semelhante;
- As encomendas deverão ser colocadas em cada período seguindo ordem cronológica definida no horizonte de planeamento;
- Todos os recursos em cada período deverão estar disponíveis no início de cada período;
- Não são contemplados descontos de quantidade;
- Todos os artigos são tratados de uma forma independente dos outros artigos;
- A encomenda é inteiramente entregue na mesma altura não sendo admitidas rupturas de stock;
- Os artigos encomendados num determinado período não serão contabilizados no início do período;
- Os custos relacionados com a gestão de stocks e os tempos de aprovisionamento são conhecidos e não são variáveis com o tempo;
- Assume-se que as encomendas colocadas no início de cada período sejam recebidas a tempo para fazer face às necessidades daquele período;
- Não são feitas previsões do stock para além do último período no horizonte de planeamento;
- É considerado que o ´stock inicial é nulo.

#### Encomendas lote a lote (LFL)
Onde o tamanho ideal de lote é a quantidade necessária para cada período de tempo. Como esta técnica não contempla a transferência de artigos de um período para outro, é possível reduzir os custos de posse, no entanto ignora os custos de processamento da encomenda. É aplicada em artigos com custo elevado, artigos comprados ou produzidos que estão sujeitos a procura extremamente descontínua.

#### Quantidade periódica de encomenda
A quantidade periódica de encomenda aplica-se a artigos com procura variável num determinado período de tempo. É baseada na (EOQ) e é dada pelo Intervalo óptimo de encomenda (EOI) e é calculada da seguinte forma:
{\displaystyle EOI={\sqrt {\frac {2*C_{a}}{Ic*{\overline {D}}}}}} onde:
- c = custo unitário (UM/unidade)
- D = procura anual média do artigo (unidades/ano)
- Ic = custo de posse unitário anual por unidade (UM/unidade ano)
- I = taxa de custo de posse
- Ca = custo associado à realização de uma encomenda (UM)

Nota: as variáveis foram adaptadas ao português no sentido de facilitar a compreensão.

#### Algoritmo Wagner-Whitin
Este algoritmo consiste num procedimento que levará à resolução de um problema através de um processo repetitivo. Tem como objectivo definir um plano de satisfação das procuras, período a período no horizonte de planeamento, que conduza ao valor mínimo do custo total.

#### Algoritmo Silver-Meal
Este modelo desenvolvido por Edward Silver e Harlan Meal criou a partir do EOQ básico uma aproximação que optimiza o Algoritmo Wagner-Whitin para um horizonte de planeamento. Esta técnica selecciona a quantidade a encomendar a partir das necessidades para cada período, tendo como objectivo minimizar custos de aprovisionamento e de posse para cada período..

#### Algoritmo peça-período
Esta técnica tem como objectivo eliminar ou reduzir a permanência desnecessária em stock de artigos com procura variável. É baseado no mesmo princípio da EOQ, ou seja, o custo total mínimo é obtido quando os custos de aprovisionamento e de posse têm o mesmo valor. No entanto este facto não se verifica para encomendas de quantidades discretas.

## Modelos probabilísticos de sistemas

### De procura independente
Ao contrários dos modelos determinísticos, onde a procura e o tempo de aprovisionamento são tratadas como constantes matemáticas, nos sistemas probabilísticos ou estocásticos são tratados como variáveis aleatórias. Estes modelos assumem que a procura é aproximadamente constante no tempo e com isso é possível indicar a distribuição probabilística da procura. Os modelos de gestão de stocks mais tradicionais, quantidade económica de produção e quantidade económica de encomenda não levam em linha de conta nas suas formulações a incerteza, o que para estes modelos constituem limitações. Essas limitações são aqui descritas:
- A procura é conhecida, contínua e uniforme;
- A taxa de produção é conhecida, contínua e uniforme;
- O tempo de aprovisionamento é conhecido e constante;
- Os custos de aprovisionamento são conhecidos e constantes;
- Os custos de posse são conhecidos, constantes e lineares;
- Não existe limitação de recursos;
- Não é ,habitualmente, permitida a ruptura do stock;
- O custo de inspecção do stock é insignificante.

#### Stockde segurança
O stock de segurança é determinado diretamente através de previsões. Não conseguindo serem estas previsões absolutamente exatas, o stock de segurança irá funcionar como uma proteção quando a procura atinge valores superiores ao esperado. Como foi referido anteriormente as principais variáveis a ter em conta são a procura e o tempo de aprovisionamento designado também por prazo de entrega. É nestas variáveis que o stock de segurança irá desempenhar um papel fundamental na medida em que a satisfação da procura terá que ser garantida nas situações em que o prazo de aprovisionamento é superior ao valor médio previsto, a procura é superior ao valor médio previsto e no caso de as duas situações acontecerem simultaneamente.
É ainda importante referir a relação direita existente entre o aumento dos stocks de segurança e:
- Aumento dos custos de ruptura e dos níveis de serviço;
- Descida dos custos de posse;
- Maiores variações na procura;
- Maiores variações no prazo de entrega (tempo de aprovisionamento).

#### Análise estatística
Quando a procura é probabilística, mais do que minimizar custos é necessário minimizar os custos esperados. Nesse sentido, se a distribuição da procura é discreta, o custo esperado é obtido somando os diferentes custos e multiplicando-os pelas probabilidades que lhe estão associadas, determinando assim a melhor política a seguir na expectativa de atingir custos reduzidos. As distribuições estatísticas usadas para estes cálculos são as seguintes:
- Distribuição Normal

Para demandas normalmente distribuídas a relação entre o stock de segurança e o nível de serviço é uma função da probabilidade acumulada da demanda ao longo do prazo de entrega do material (leadtime = LT) dada por:
- {\displaystyle ES=z\sigma _{D}{\sqrt {LT}}}

Onde:
- {\displaystyle z=}fator que relaciona o número de desvios padrão necessários para um dado nível de seviço percentual

- {\displaystyle \sigma _{D}=}desvio-padrão da demanda (medido como o desvio-padrão da população)

- LT = Prazo de entrega (leadtime) assumido como um valor constante.

Para os casos em que o leadtime também é uma variável aleatória e normalmente distribuída o stock de segurança assume a forma:
- {\displaystyle ES=z{\sqrt {LT\sigma _{D}^{2}+D^{2}\sigma _{LT}^{2}}}}

Onde:
- {\displaystyle z=}fator que relaciona o número de desvios padrão necessários para um dado nível de seviço percentual

- D = Demanda média

- LT = Leadtime médio

- {\displaystyle \sigma _{D}=}desvio-padrão da demanda

- {\displaystyle \sigma _{LT}=}desvio-padrão da leadtime

Na prática o valor de z adequado pode ser calculado com o uso da função INV.NORMP(% Serviço) em uma planilha eletrônica.
- Distribuição de Poisson
- Distribuição Exponencial

#### Custos de ruptura
Os custos de ruptura são normalmente os mais difíceis de identificar. Estes podem ter origem em encomendas devolvidas ou devido a vendas perdidas e são expressos por unidade. O balanço dos custos é por vezes feito com base no efeito da própria insatisfação dos clientes. São utilizadas técnicas para tentar estabelecer o ponto de encomenda e o stock de segurança, quando os custos de ruptura estão determinados podendo nestes casos, a procura e prazo de entrega serem constantes ou variáveis. São aqui referidas estas principais causa tratadas pelas técnicas de previsão:
- Procura e tempo de aprovisionamento constantes;
- Procura  variável e tempo de aprovisionamento constante;
- Encomendas devolvidas: custo de ruptura por unidade;
- Encomendas devolvidas: custo de ruptura por indisponibilidade;
- Vendas perdidas: custo de ruptura por unidade;
- Procura constante e tempo de aprovisionamento variável;
- Procura e tempo de aprovisionamento variáveis.

#### Nível de serviço
O nível de serviço é normalmente definido como sendo o quociente entre o número de unidades entregues e número de unidades pedidas, expresso em percentagem. Tendo em linha de conta que o desconhecimento à cerca dos custos de ruptura é uma condição habitual nas organizações, torna-se normal para os gestores ajustarem os níveis de serviço para pontos de encomenda onde o mesmo pode ser verificado. O nível de serviço está intimamente relacionado com o nível de objectivo que a organização pretende atingir. Existem várias formas de medir o nível de serviço, informaticamente, em unidades, em capital e até em pedidos de encomendas. O estabelecimento do nível de serviço é em grande parte das vezes mais uma medida de gestão subjectiva do que uma rigorosa justificação científica. Os níveis de serviço tomam distintos significados, dependendo da forma como se escolhe o critério de decisão. São usados por norma quatro critérios:
- Frequência do serviço por ciclo de encomenda;
- Frequência do serviço por ciclo por ano;
- Número de unidades com procura;
- Número de dias operacionais.

## Restrições
Na determinação dos sistemas de gestão de stocks mais favoráveis não foram consideradas restrições, no entanto elas existem e os sistemas estão normalmente sujeitos a condicionalismos físicos e/ou monetários. Como a gestão de stocks é um subsistema de uma organização, é necessário optimizar o sistema de gestão de stocks tendo em conta o sucesso global da organização.

### Restrição de capital
Os gestores de stocks deparam-se com alguma frequência com a situação de não dispor de capital necessário para poder adquirir a quantidade óptima de cada artigo. O objectivo passa portanto, em minimizar os custos sendo C o capital disponível para a aquisição de n artigos. Considera-se a seguinte restrição:
{\displaystyle C=\sum _{i=1}^{n}\ Q_{i}*c_{i}} onde:
- C = capital disponível (UM);
- Q = quantidade a encomendar (unidades);
- c = custo unitário (UM/unidade).

Se for considerado o factor de normalização g, utilizado no caso de os artigos não chegarem todos ao mesmo tempo, e que toma valores de 0 a 1, calcula-se o valor da restrição multiplicando a expressão anterior por este factor (g).

### Restrição da capacidade de armazenagem
Considera-se que um sistema tem uma capacidade disponível para armazenagem para n artigos mantidos em stock, capacidade esta que é medida em metros cúbicos (m3). Consistindo o objectvo primordial, na minimização dos custos, o custo total é calculado da seguinte forma:
{\displaystyle C=\sum _{i=1}^{n}{\frac {D_{i}*C_{a}}{Q_{i}}}+{\frac {Ic_{i}*Q_{i}}{2}}} onde:
- Q = quantidade a encomendar (unidades)
- c = custo unitário (UM/unidade)
- D = procura anual do artigo (unidades/ano)
- Ic = custo de posse unitário anual por unidade (UM/unidade ano)
- Ca = custo associado à realização de uma encomenda (UM)

Nota: as variáveis foram adaptadas ao português no sentido de facilitar a compreensão.

## Quantidade única de encomenda
A quantidade única de encomenda tem focalizado o planeamento e o controlo dos artigos comprados apenas durante um único período de tempo. Os modelos como a quantidade económica de encomenda (EOQ), quantidade económica de produção (EPQ) e intervalo óptimo de encomenda (EOI) não aplicam a quantidade única de encomenda devido a três factores principais, a procura não é constante, o nível de procura pode altera-se abruptamente de período para período e/ou a vida comercial do produto pode ser de curtíssima duração. Este modelo pode ser facilmente aplicável a dois tipos de categorias de procura, artigos com intervalos de procura pouco frequentes e para artigos com procura variável, com intervalos frequentes, que têm uma vida comercial de curta duração. Os problemas relacionados com quantidade única de encomenda são classificados de acordo com a origem, procura e tempo de aprovisionamento. Algumas técnicas utilizadas na resolução destes problemas são baseadas nestes principais factores:
- Procura e tempo de aprovisionamento conhecidos;
- Procura variável e tempo de aprovisionamento conhecido;
- Análide de benefícios;
- Análises de custos;
- Procura e tempo de aprovisionamento variáveis.

## Sistemas de procura dependente: planejamento das necessidades de materiais (MRP)
A procura é considerada dependente quando existe um relação directa entre a procura de um artigo e a procura de um outro artigo relacionado directamente com este. Esta procura de artigos dependentes resulta da necessidade de utilizar um artigo na produção de um outro, por exemplo matérias-primas, componentes de um produto, subconjuntos usados no fabrico de um produto final. Um exemplo frequentemente utilizado é o que relaciona uma bicicleta e as suas respectivas rodas, onde a bicicleta enquanto produto final poderá ter uma procura constante e independente enquanto as rodas como subprodutos do produto final têm uma procura variável e dependente.

### MRP
O MRP tem como objectivos primordiais determinar o momento adequado para a realização da encomenda e a quantidade óptima a encomendar de cada componente constituinte do produto final, de modo a minimizar os custos totais. Este sistema computarizado, é também caracterizado por contribuir para a melhoria da capacidade de planeamento, procurando responder de uma forma rápida e eficaz às variações do mercado, ou seja às necessidades de produção.
O MRP é aplicado a qualquer artigo, produzido ou comprado, sujeito a procura dependente, à fabricação de componentes, subconjuntos e artigos de uma só peça. O MRP pretende dar resposta às seguintes questões:
- Quando e quanto se deseja produzir de um artigo?
- Que componentes são necessários?
- Quanto é que já existe em stock desse(s) componente(s)?
- Que quantidade já foi encomendada e quando é que é recebida?
- Quando é que é necessário receber nova encomenda e em que quantidade?
- Quando é que deve ser processada nova encomenda?

## Stockem processo de fabrico eJust-in-Time

### Stockem processo de fabrico
Stock em processo de fabrico consiste em todos os artigos em fase de fabrico, ou seja o processo de produção está a decorrer mas é necessário que decorram outras etapas antes que o produto se torne num artigo acabado ou num produto final. Em algumas organizações estes artigos chegam a representar 50% do investimento total com o stock. Este investimento advém dos custos com o material, horas de trabalho e custos de fabrico que são contabilizados desde o início do processo de produção com as matérias-primas até ao final do processo com a armazenagem e/ou venda dos artigos. Um factor a destacar deste processo resulta em que, um excesso de stock em processo de fabrico contribui para o aumento do tempo de ciclo de produção. Tempo esse que apresenta as seguintes fases:
- Tempo de aprovisionamento (lead time);
- Tempo de instalação;
- Tempo de início de produção;
- Pontos de estrangulamento;
- Contolo de input/output;
- Regra da 'relação crítica'.

### Just-in-Time(JIT)
O JIT é uma filosofia organizacional que pugna pela excelência, ou seja, representa uma estratégia de produção que pretende que tudo (produção, transporte, encomendas) ocorra no tempo certo. Os principais objectivos desta filosofia são:
- Inexistência de defeitos;
- Tempo de instalação nulo;
- Inexistência de excesso de artigos;
- Ausência de manipulação;
- Ausência de afluência;
- Inexistência de avarias;
- Tempo de aprovisionamento nulo.

## Sistemas de distribuição destocks
Devido à dispersão geográfica da maior parte dos clientes, uma organização que produz ou fornece produtos tem necessidade de ter armazéns em vários locais. À medida que o mercado alvo se expande geograficamente, a cadeia de ligação tem também de se estender, no caso de uma organização controlar mais do que um nível de distribuição, é importante a criação de uma rede de distribuição. Estes sistemas têm por isso de dar resposta a algumas questões críticas como sejam:
- Onde localizar os centros de distribuição?
- Que quantidade de artigos manter em stock em cada armazém?
- Como repor o stock em cada centros de distribuição?

### Sistemas de distribuição Push vs Pull
Num sistema pull cada centro de distribuição decide que quantidade é necessária encomendar e reage à procura sem procurar antecipá-la. Num sistema push, é a central de distribuição que determina as quantidades necessárias para cada centro, desenvolvendo também as previsões da procura.

### Planeamento das necessidades de distribuição (DRP)
O DRP é a aplicação do conceito do MRP à distribuição dos materiais, é um processo de 'implosão' desde os níveis mais baixos da rede de distribuição até à central de distribuição.

## Medição e avaliação dostock
O stock é constituído por características físicas objectivas, fluxos de bens, e financeiras, fluxos de capital, onde a vertente é mais subjectiva. Estes atributos são normalmente analisados separadamente de outras questões no interior da organização. A vertente financeira da gestão de stocks está ligada à necessidade de medir o desempenho operacional num determinado período de tempo, juntamente com a análise da posição financeira da organização. Os procedimentos contabilísticos para os stocks dividem-se no método da avaliação e no método fluxo de stock.

### Fluxo de custos ou de capital
Os método do fluxo de stock referem-se à forma como os artigos entram e saem do stock existente, onde a escolha deste método por parte da gestão irá determinar o fluxo de custos.

#### FIFO
Este método do fluxo de stock, conhecido como FIFO representa um princípio em que os primeiros artigos a entrar em stock são também eles os primeiros a sair.

#### LIFO
No conceito de LIFO o último artigo a entrar em stock é o primeiro a sair.